# Jacek Rychlewski
Jacek Stanisław Rychlewski (ur. 26 września 1947 w Poznaniu, zm. 27 maja 2003) – polski chemik i matematyk, profesor Uniwersytetu im. Adama Mickiewicza w Poznaniu. Twórca i kierownik Zakładu Chemii Kwantowej na Wydziale Chemii UAM. W latach 1990–1991 profesor wizytujący na University of Wyoming (USA). W 1994 wykładowca na Uniwersytecie w Sheffield (WB). Przewodniczący Rady Użytkowników Poznańskiego Centrum Superkomputerowo-Sieciowego (1993–2003). Profesor zwyczajny Instytutu Chemii Organicznej i Biochemii PAN (1995–2003). Doradca Przewodniczącego Komitetu Badań Naukowych Andrzeja Wiszniewskiego (1998–2001).

## Życiorys
Urodził się 28 września 1947 w Poznaniu w rodzinie Zdzisława Rychlewskiego (brata prof. Eugeniusza Rychlewskiego) i Krystyny z domu Socha. Miał dwoje rodzeństwa. W latach 1961–1965 uczył się w I Liceum Ogólnokształcącym im. Karola Marcinkowskiego w Poznaniu. W latach 1965–1970 studiował chemię i matematykę na Uniwersytecie im. Adama Mickiewicza w Poznaniu. W 1969 roku został magistrem matematyki (praca magisterska pt. Transformaty Fouriera dystrybucji z zastosowaniami – promotor: prof. Julian Musielak), a w 1970 magistrem chemii (praca magisterska pt. Próby opisu fragmentacji cząsteczek poprzez stany wzbudzone – promotor: prof. Jan Wojtczak). W latach 1970–1971 był asystentem w Instytucie Chemii (na UAM). W 1975 na Uniwersytecie Warszawskim obronił pracę doktorską pt. Oddziaływanie stanów B1 Σ+u i C 1Πu w cząsteczce wodoru – promotor: prof. Włodzimierz Kołos zostając doktorem chemii. W latach 1975–1987 był adiunktem w Instytucie Chemii (na UAM). Od 1980 członek NSZZ „Solidarność”. Habilitował się w 1985 z zakresu chemii fizycznej i teoretycznej. W latach 1987–1998 docent, a następnie profesor nadzwyczajny Wydziału Chemii UAM. W latach 1990–1991 profesor wizytujący Uniwersytetu Wyoming (USA). Od 1992 profesor chemii. W latach 1995–2002 wiceprzewodniczący Komisji Zakładowej UAM, w latach 1998–2002 członek Krajowej Sekcji Nauki NSZZ „Solidarność”, członek Komisji do Spraw Organizacji i Finansowania Nauki, członek zespołu opracowującego program wyborczy AWS w zakresie szkolnictwa wyższego i nauki i koncepcję rozwoju tych dziedzin. Członek Zespołu ds. Infrastruktury Informatycznej przy Premierze RP Jerzym Buzku i koordynator Europejskiej Grupy Roboczej COSTD9/013 „Molecular Structure and Dynamics –new level of accuracy using explicitly correlated wave functions” (1998–2001).
Zmarł 27 maja 2003 roku. Został pochowany na cmentarzu parafialnym na Górczynie w Poznaniu.

## Główne osiągnięcia
- Bardzo dokładne obliczenia kwantowochemiczne dla stanu podstawowego i stanów wzbudzonych cząsteczki wodoru (przy współpracy z profesorem Włodzimierzem Kołosem).
- Zastosowanie skorelowanych funkcji Kołosa-Wolniewicza do badania oddziaływania materii z polem elektrycznym i magnetycznym.
- Zastosowanie skorelowanych funkcji gaussowskich do bardzo dokładnych obliczeń energii i funkcji falowych trój- i czteroelektronowych atomów i cząsteczek.
- Badanie natury wiązania chemicznego w oparciu o koncepcję atomu w cząsteczce.
- Zastosowanie standardowych metod ab initio do badania konformacji cząsteczek oraz modelowych układów supramolekularnych.
- Uzyskanie najbardziej dokładnych wyników dotyczących energii i własności elektrycznych i magnetycznych dla stanu podstawowego i stanów wzbudzonych cząsteczki wodoru.
- Teoretyczne wykazanie temperaturowo niezależnego paramagnetyzmu niektórych stanów wzbudzonych cząsteczki wodoru i wyjaśnienie tego efektu.
- Wykazanie, że efekty adiabatyczne mogą być odpowiedzialne za podwójne minimum krzywej energii potencjalnej dla niektórych stanów wzbudzonych.
- Opracowanie efektywnej i ogólnej metody rozwiązania elektronowego równania Schroedingera dla cząsteczek wieloelektronowych opartej o wykładniczo skorelowane funkcje gaussowskie oraz pokazanie, że zastosowanie tych funkcji, mimo ich złej asymptotyki, prowadzi do doskonałych wyników numerycznych. Tą drogą grupa badawcza prof. Rychlewskiego (w zespole: dr hab. Jacek Komasa i dr Wojciech Cencek) otrzymała najdokładniejsze wyniki energii dla atomowych i molekularnych układów trój- i czteroelektronowych.
- Współtworzenie sieci informatycznej nauki polskiej.
- Udział w programie COST przy Unii Europejskiej poświęconym organizacji współpracy naukowo-technicznej. kierowanie pracami Europejskiej Grupy Roboczej COSTD9/013 „Molecular Structure and Dynamics – new level of accuracy using explicitly correlated wave functions”.
- Stworzenie i kierowanie Zakładem Chemii Kwantowej na Wydziale Chemii UAM.

## Publikacje
Autor około stu publikacji naukowych z zakresu chemii kwantowej, zaawansowanej chemii komputerowej oraz zastosowań matematyki w chemii. Prace opublikowane zostały w renomowanych czasopismach międzynarodowych oraz w formie rozdziałów do książek drukowanych przez czołowych wydawców. Edytor i współautor dwutomowego dzieła zatytułowanego „Explicitly Correlated Wavefunctions in Chemistry and Physics” (Kluwer Academic Publishers). Edytor kwartalnika pt. „Computational Methods in Science and Technology” wydawanego przez OWN Poznań (1995-2003). Edytor serii wydawnictw książkowych pt. „Progress in Theoretical Chemistry and Physics”, wydawanej przez Kluwer Academic Publishers (1998-2003).

## Wypromowani doktorzy
- prof. dr hab. Jacek Komasa – stypendysta Fundacji na rzecz Nauki Polskiej, laureat Nagrody I stopnia Polskiego Towarzystwa Chemicznego im. Kemuli
- dr Wojciech Cencek – stypendysta Fundacji na rzecz Nauki Polskiej, laureat Nagrody Premiera RP za rozprawę doktorską
- dr Agnieszka Szarecka – laureatka Nagrody I stopnia Dziekana Wydziału Chemii UAM za najlepszą pracę doktorską w 1999 roku.
- prof. dr hab. Marcin Hoffmann - profesor zwyczajny na Wydziale Chemii UAM

## Odznaczenia
- 1985 – Nagroda Polskiego Towarzystwa Chemicznego
- 1995 – Nagroda Naukowa Miasta Poznania dla zespołu (w składzie: Jacek Rychlewski, Maciej Stroiński i Jan Węglarz) za inicjatywę utworzenia, opracowanie założeń merytorycznych i organizacyjnych oraz wdrożeń projektu Poznańskiego Centrum Superkomputerowo-Sieciowego.
- 1995 – Złoty Krzyż Zasługi

W roku 2017 jego imieniem została nazwana jedna z ulic na poznańskim Piotrowie.

## Życie prywatne
Mąż profesor chemii Urszuli Rychlewskiej, ojciec dr. inż. Jeremiego Rychlewskiego, stryj dra Leszka Rychlewskiego. Był pasjonatem historii.